# Allegiance (série télévisée)
Pour les articles homonymes, voir Allegiance.
Allegiance ou Allégeance au Québec est une série télévisée américaine en treize épisodes de 42 minutes créée par George Nolfi, adaptée de la série israélienne The Gordin Cell, dont seulement cinq épisodes ont été diffusés entre le 5 février et le 5 mars 2015 sur le réseau NBC. Les épisodes restants sont mis en ligne hebdomadairement sur le site de NBC et Hulu.
Au Québec, la série a été diffusée du 25 août 2015 au 17 novembre 2015 sur AddikTV et en Suisse depuis le 23 février 2018 sur RTS Deux. Cependant elle reste inédite dans les autres pays francophones.

## Synopsis
Ce thriller tourne autour de la famille O'Connor et de leur fils, Alex, un jeune analyste idéaliste de la CIA spécialisé dans les affaires Russes. À son insu, ses parents et sa sœur font partie d'une cellule dormante russe qui vient d'être réactivée. Il y a des années, Katya, d'origine russe, a été chargée par le KGB de recruter l'homme d'affaires américain Mark O'Connor comme espion, et les deux sont tombés amoureux. Un accord a été conclu: tant que Katya resterait un atout pour la Russie, elle serait autorisée à épouser Mark et à déménager en Amérique. Après des années passées en Amérique à bâtir une vie heureuse et sans mot de Moscou, ils pensaient s'être échappés. Maintenant, il semble que la nouvelle Mère Russie ait une autre mission: transformer Alex en espion.
Le SVR (Service des renseignements extérieurs de la Russie) a réenrôlé toute la famille dans le service alors qu'ils planifient une opération terroriste à l'intérieur des frontières américaines qui mettra l'Amérique à genoux. Pour ces parents angoissés, le choix est clair: trahir leur pays ... ou risquer leur famille.

## Distribution

### Acteurs principaux
- Hope Davis (VF : Alexia Lunel) : Katya O'Connor
- Scott Cohen (VF : Pierre Tessier) : Mark O'Connor
- Margarita Levieva (VF : Céline Melloul) : Natalie O'Connor
- Gavin Stenhouse (VF : Gauthier Battoue) : Alex O'Connor
- Alexandra Peters (VF : Joséphine Serre) : Sarah O'Connor
- Morgan Spector (VF : Bernard Gabay) : Victor Dobrynin
- Kenneth Choi (VF : Thierry Kazazian) : Sam Luttrell

### Acteurs récurrents
- Annie Ilonzeh : Julia Marcus
- Robert John Burke (VF : Guillaume Orsat) : Agent Spécial Brock
- Floriana Lima : Agent Spécial Michelle Prado
- Fred Dalton Thompson (VF : Vincent Grass) : Directeur du FBI

- Version française
  - Société de doublage : Audit'Art
  - Direction artistique :

 Source et légende : version française (VF) sur RS Doublage

## Production

### Développement
Le 8 janvier 2014, NBC commande officiellement un pilote sous le titre provisoire Coercion, qui est basé sur la série israélienne The Gordin Cell,.
Le 6 mai 2014, le réseau NBC annonce officiellement après le visionnage du pilote, la commande du projet de série,.
Le 12 décembre 2014, NBC annonce la date de diffusion de la série au 5 février 2015,.
Le 6 mars 2015, après la diffusion du cinquième épisode, NBC retire la série de l'horaire.
Le 12 mars 2015, NBC annonce que les épisodes déprogrammés seront disponibles sur le site NBC.com et la plateforme de vidéos à la demande Hulu, le même jour que cette annonce.

### Casting
Les rôles ont été attribués dans cet ordre : Gavin Stenhouse, Hope Davis, Margarita Levieva, Kenneth Choi, Alexandra Peters, Annie Ilonzeh, Morgan Spector et Scott Cohen.

## Épisodes
1. Secrets de famille (Pilot)
2. Esprits d'équipes (Teamwork)
3. Opération clandestine (Surreptitious Entry)
4. Intime conviction (Chasing Ghosts)
5. Le jour où tout bascule (Tipping Point)
6. Mensonges à rallonges (Liars and Thieves)
7. En terre étrangère (Stranger in a Strange Land)
8. La taupe refait surface (The Arrival)
9. Sans laisser aucune trace (Clean Hands)
10. Mourir pour Survivre (A Convenient Place to Die)
11. Chasse aux Traîtres (Blowback)
12. Ne se fier à personne (Those Who Help Themselves)
13. Ensemble à jamais (Family Crisis)

## Audiences

### Aux États-Unis
Le jeudi 5 février 2015, NBC diffuse l'épisode pilote qui s'effectue devant 4,98 millions de téléspectateurs avec un taux de 1,1 % sur les 18/49 ans, qui est la cible fétiche des annonceurs, soit un mauvais démarrage. Ensuite les audiences n'ont cessé de chuter, conduisant à l'annulation et à la déprogrammation de la série, après seulement cinq épisodes.